# 派恩维尔 (肯塔基州)
派恩维尔（英語：Pineville），是美国肯塔基州的一座城市。建立于1781年，面积约为4.4平方公里（1.7平方英里）。根据2010年美国人口普查，该市的人口为1,732人。